# Himatiopus iuloideus
Himatiopus iuloideus är en mångfotingart som beskrevs av Karl Wilhelm Verhoeff 1941. Himatiopus iuloideus ingår i släktet Himatiopus och familjen orangeridubbelfotingar. Inga underarter finns listade i Catalogue of Life.